# Louise Victoire Ackermann

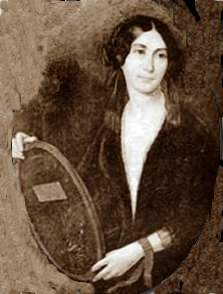
Louise-Victorine Ackermann

Louise Victoire Ackermann (född Choquet), född 30 november 1813, död 2 augusti 1890, var en fransk parnassisk författare.
Louise Victoire Ackermann var gift med teologen Paul Ackermann (död 1846). Hon skrev filosofiska dikter med pessimistisk och trosfientlig karaktär: Poésies philosophiques (1874), Pensées d'une solitaire (1882).